# Sbarre (programma televisivo)
Sbarre è un programma televisivo di Rai 2, che andava in onda in seconda serata.

## Il programma
Sbarre è il primo docureality dove dei ragazzi che hanno commesso dei reati incontrano delle persone al carcere di Rebibbia che svolgono il ruolo di guide per far sì che essi non commettano più reati in modo da fargli ritrovare la giusta strada nella società civile. Capoprogetto e ideatore del programma è Filippo Cipriano, già fra gli autori di Invincibili su Italia 1.

## Puntate
| Puntata            | Data              | Spettatori | Share |
| ------------------ | ----------------- | ---------- | ----- |
| I buoni maestri    | 28 settembre 2011 | 418 000    | 4,78% |
| La vita di borgata | 5 ottobre 2011    | 379 000    | 3,14% |
| Le storie          | 12 ottobre 2011   | 511 000    | 2,95% |
| Le donne           | 19 ottobre 2011   | 384 000    | 3,66% |
| Evasione           | 2 novembre 2011   | 485 000    | 2,64% |
| Mondi artificiali  | 8 novembre 2011   | 272 000    | 4,38% |
| Sogni infranti     | 15 novembre 2011  | 340 000    | 5,05% |